# Žalm 9
Žalm 9 („Hospodine, celým svým srdcem ti vzdávám chválu“) je biblický žalm. Žalm je nadepsán těmito slovy: „Pro předního zpěváka. Podle mút-labben. Žalm Davidův.“ Podle některých vykladačů toto nadepsání znamená, že žalm byl určen k tomu, aby jej při určitých příležitostech odzpívával zkušený zpěvák za přítomnosti krále z Davidova rodu, přičemž výraz „mút-labben“ je pokládán za nejasný. Raši má však za to, že žalm označený jako „mút-labben“ je ve skutečnosti písní, „která se naplní v budoucnu, kdy bude projasněno יתלבן (jitlaben) mládí a jinošství Izraele, ukáže se jejich spravedlnost, přiblíží se jejich spása a Amalekovo jméno bude setřeno.“
Od tohoto žalmu je v Septuagintě odlišné číslování žalmů, neboť řecký překlad spojuje do jednoho žalmu dva žalmy hebrejské předlohy, tzn. že jako Žalm 9 je označen text Žalmu 9 dohromady s textem Žalmu 10. Toto spojení bylo učiněno na základě domněnky, že oba žalmy byly původně jedním žalmem a že tento literární celek byl rozdělen teprve později. Na původní jednotu prý ukazuje abecední akrostich, kdy jednotlivé verše začínají vždy dalším písmenem hebrejské abecedy a tuto posloupnost lze sledovat od začátku devátého až do konce desátého žalmu. V textu je však přehozeno pořadí písmen ajin a pe a zcela chybí začátky veršů na písmena dalet, mem, samech a cade. Dále pak prý původní jednotu obou žalmů potvrzuje nepřímo ta skutečnost, že Žalm 10 nemá v hebrejské předloze žádné nadepsání. Německý teolog Frank-Lothar Hossfeld ovšem jako nejdůležitější argument pro původní jednotu považuje společné lexikum a jeden literární styl.

## Užití
Spis Šimuš Tehilim („Užití Žalmů“), jehož autorem je zřejmě židovský učenec Chaj Ga'on (939–1038), uvádí, že recitace 9. žalmu je prospěšná zvláště těm, kteří chtějí ukonejšit plačící dítě nebo jsou vystaveni nějakému otevřenému nepřátelství jiných lidí.